# Epigynopteryx pallida
Epigynopteryx pallida là một loài bướm đêm trong họ Geometridae.